# Kulguldsteklar
Kulguldsteklar (Pseudomalus) är ett släkte i familjen guldsteklar (Chrysididae).

## Arter
- Pseudomalus abdominalis (Du Buysson, 1887)
- Pseudomalus auratus (Linnaeus, 1758) (mindre kulguldstekel)
- Pseudomalus bergi (Semenov, 1932)
- Pseudomalus borodini (Semenov, 1932)
- Pseudomalus meridianus Strumia, 1996
- Pseudomalus pusillus (Fabricius, 1804)
- Pseudomalus ruthenus (Semenov, 1932)
- Pseudomalus triangulifer (Abeille de Perrin, 1877) (större kulguldstekel)
- Pseudomalus violaceus (Scopoli, 1763) (violett kulguldstekel)

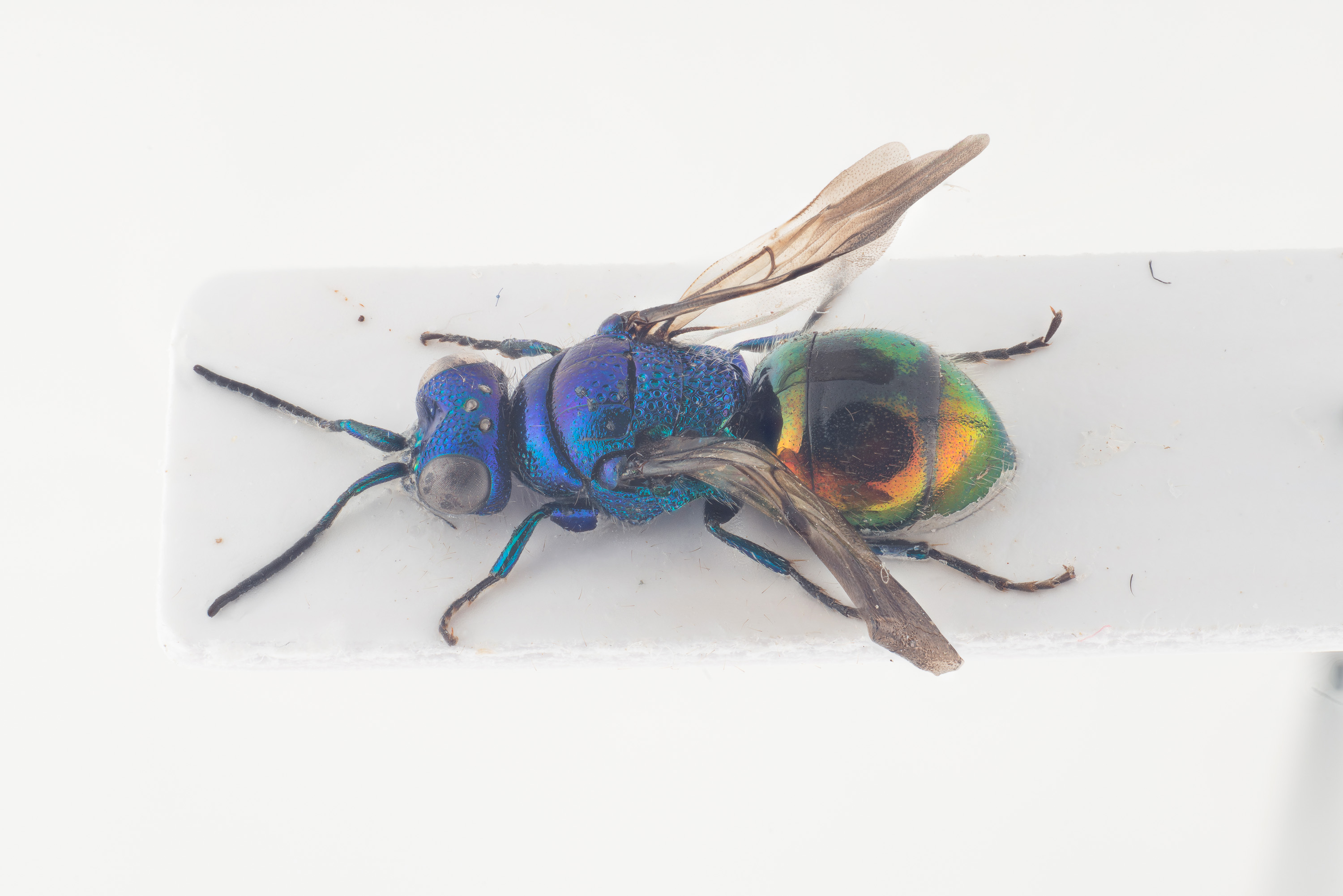
Större kulguldstekel (Pseudomalus triangulifer).
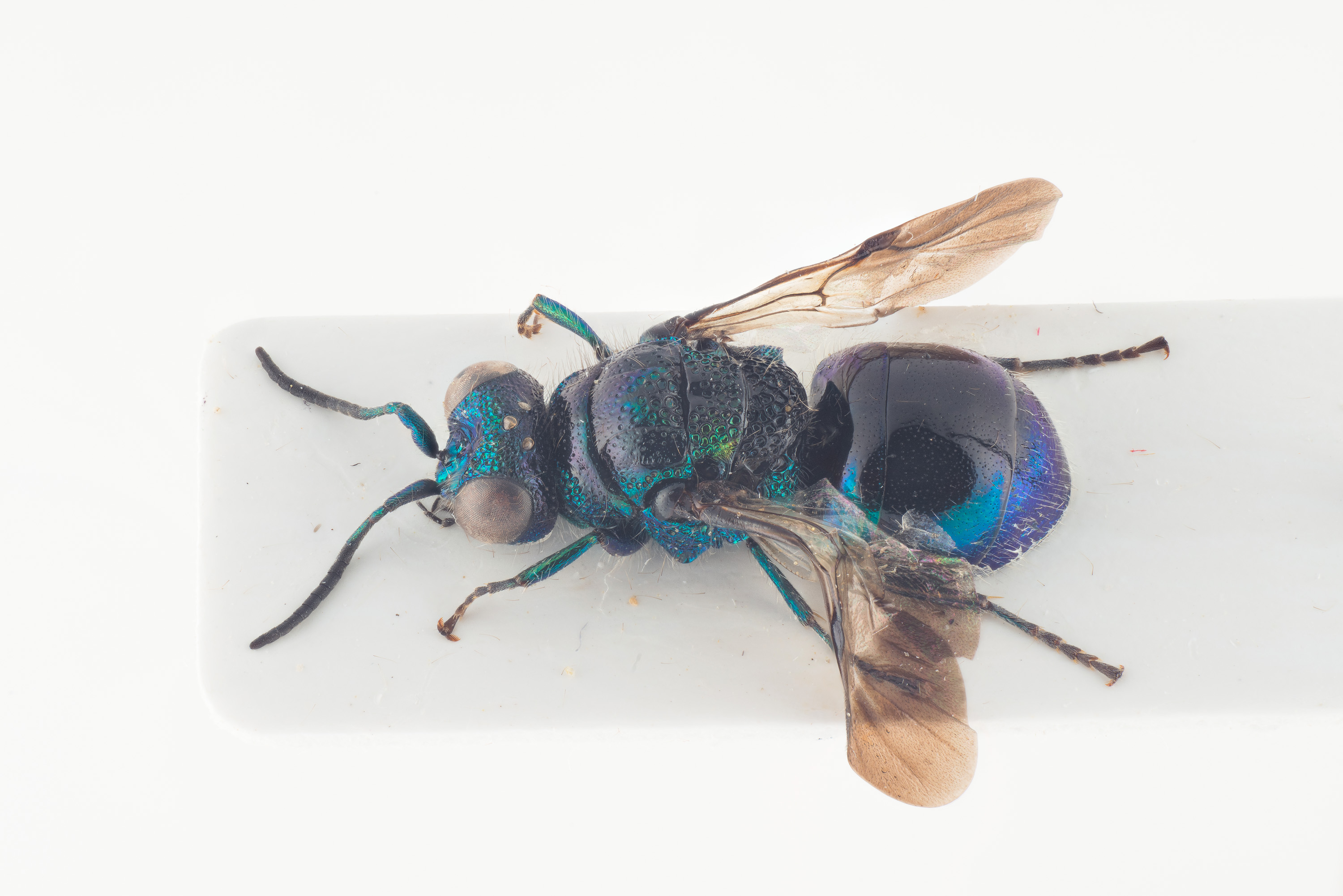
Violett kulguldstekel (Pseudomalus violaceus).